# Hemiscorpius lepturus
Espèce
Hemiscorpius lepturus est une espèce de scorpions de la famille des Hemiscorpiidae.

## Distribution
Cette espèce se rencontre en Irak et en Iran,.
Sa présence au Pakistan est incertaine.

## Description
Le mâle décrit par Monod et Lourenço en 2005 mesure 85,0 mm et la femelle 56,0 mm, les mâles mesurent de 52 à 85 mm.

## Venin
Hemiscorpius lepturus a un venin cytotoxique et non neurotoxique. Une de ces toxines, l'hémicalcine a été découverte en 2007, elle agit sur les récepteurs de la ryanodine.

## Hemiscorpius lepturuset l'Homme
Hemiscorpius lepturus et Hemiscorpius acanthocercus sont les seules espèces de la famille des Hemiscorpiidae connue pour être dangereuses pour l'Homme. Sa piqûre peut causer de graves symptômes, semblables à ceux provoqués par les araignées du genre Loxosceles, comme L. reclusa. C'est la seule espèce potentiellement mortelle n'appartenant pas à la famille des Buthidae.
En Iran, elle est responsable de dix à quinze pour cent des piqûres durant l'été, et de presque toutes en hiver. Elle fait notamment des victimes au Khouzistan, et en 1998 on recensait plus de 36 000 cas en cinq ans.

## Publication originale
- Peters, 1861 : Eine neue Untergattung von Skorpionen. Monatsberichte der Königlichen Preussischen Akademie der Wissenschaften zu Berlin, vol. 1861, no 1, p. 426-427 (texte intégral).